# Stadio Olimpico (Montevideo)
Lo stadio Olímpico (in spagnolo: Estadio Olímpico) è un impianto sportivo di Montevideo, capitale dell'Uruguay. Ospita le partite interne del Rampla Juniors ed ha una capienza di 6.000 spettatori.
È situato nel quartiere di Villa del Cerro, in una scenografica posizione ai margini della baia di Montevideo dalla quale si gode una pittoresca vista del centro cittadino.

## Storia
Lo stadio, inizialmente intitolato all'ammiraglio inglese Horatio Nelson, fu inaugurato il 30 dicembre 1923 con un incontro tra la squadra di casa ed il Charley. A metà degli anni sessanta le vecchie tribune in legno furono sostituite da nuovi spalti in cemento. La rinaugurazione dell'impianto fu celebrata il 6 agosto 1966 con una partita tra il Rampla ed il Peñarol. Il 24 aprile 1980 fu ribattezzato con il nome attuale.